# Frankfort (Illinois)
Frankfort is een plaats (village) in de Amerikaanse staat Illinois, en valt bestuurlijk gezien onder Cook County en Will County.

## Demografie
Bij de volkstelling in 2000 werd het aantal inwoners vastgesteld op 10.391. In 2006 is het aantal inwoners door het United States Census Bureau geschat op 16.928, een stijging van 6537 (62,9%).

## Geografie
Volgens het United States Census Bureau beslaat de plaats een oppervlakte van 28,2 km², geheel bestaande uit land. Frankfort ligt op ongeveer 232 m boven zeeniveau.

## Plaatsen in de nabije omgeving
De onderstaande figuur toont nabijgelegen plaatsen in een straal van 12 km rond Frankfort.